# 123
| Calendário gregoriano                                                        | 123 CXXIII                    |
| Ab urbe condita                                                              | 876                           |
| Calendário arménio                                                           | -429 – -428                   |
| Calendário bahá'í                                                            | -1721 – -1720                 |
| Calendário budista                                                           | 667                           |
| Calendário chinês                                                            | 2819 – 2820                   |
| Calendário copta                                                             | -161 – -160                   |
| Calendário etíope                                                            | 115 – 116                     |
| Calendários hindus - Vikram Samvat - Calendário nacional indiano - Cáli Iuga | 178 – 179 44 – 45 3223 – 3224 |
| Calendário Holoceno                                                          | 10123                         |
| Calendário islâmico                                                          | 515 BH – 514 BH               |
| Calendário judaico                                                           | 3883 – 3884                   |
| Calendário persa                                                             | 499 BP – 498 BP               |
| Calendário rúnico                                                            | 373                           |
| Calendário solar tailandês                                                   | 666                           |

123 (CXXIII, na numeração romana) foi um ano comum do século II do Calendário Juliano, da Era de Cristo,  e a sua letra dominical foi D (53 semanas), teve início a uma quinta-feira e terminou também a uma quinta-feira.
| Ano completo                        |
| ----------------------------------- |
| Ano comum com início à quinta-feira |

## Eventos

### Por local

#### Império Romano
- Imperador Adriano evita uma guerra com a Pártia após uma visita pessoal com Osroes I.
- Forte de Housesteads é construído na Muralha de Adriano, ao norte do Bardon Mill.
- A Villa Adriana em Tivoli, Itália, é construída.

#### Europa
- Mug Nuadat derrota o Grande Rei da Irlanda.

#### Ásia
- Na China, Ban Yong, filho do Ban Chao, reestabelece o controle chinês sobre a Bacia do Tarim.
- O Governo da Dinastia Han fornece ajuda para as regiões ocidentais da Bacia do Tarim.

### Artes e ciências
- Cientista chinês Zhang Heng corrige o calendário para deixá-lo alinhado com as quatro estações.

## Nascimentos
- Annia Cornificia Faustina, irmã de Marco Aurélio (m. 158)